# 얼리사 류
얼리사 류(영어: Alysa Liu, 2005년 8월 5일~)는 미국의 피겨스케이팅 선수이다. 16세의 나이로 2022년 동계 올림픽에 참가했으며 세계 선수권 대회에서 금메달 1개(2025), 동메달 1개(2022)를 획득했다.

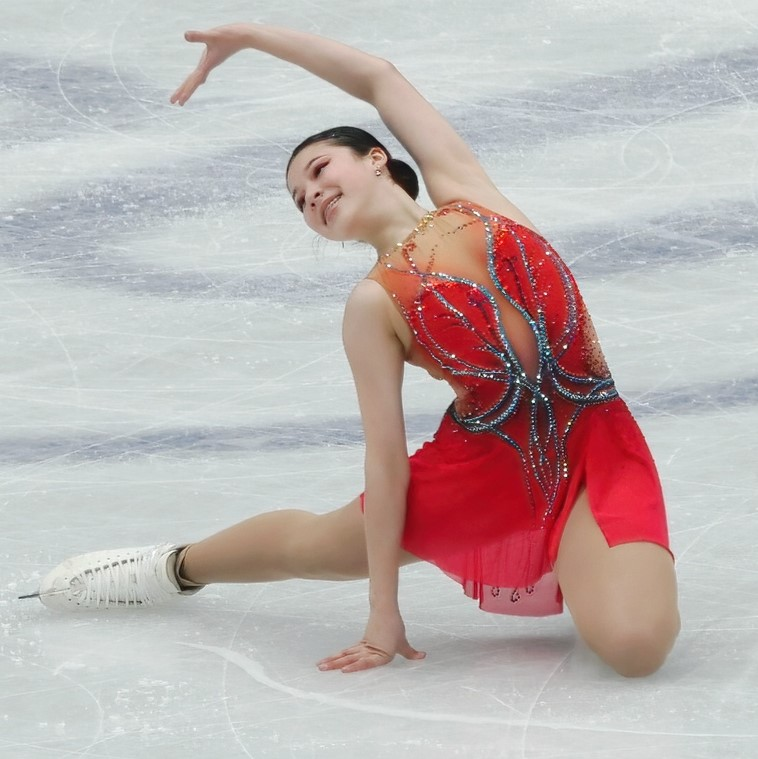
2022년 세계 선수권 대회 쇼트 프로그램 당시의 류

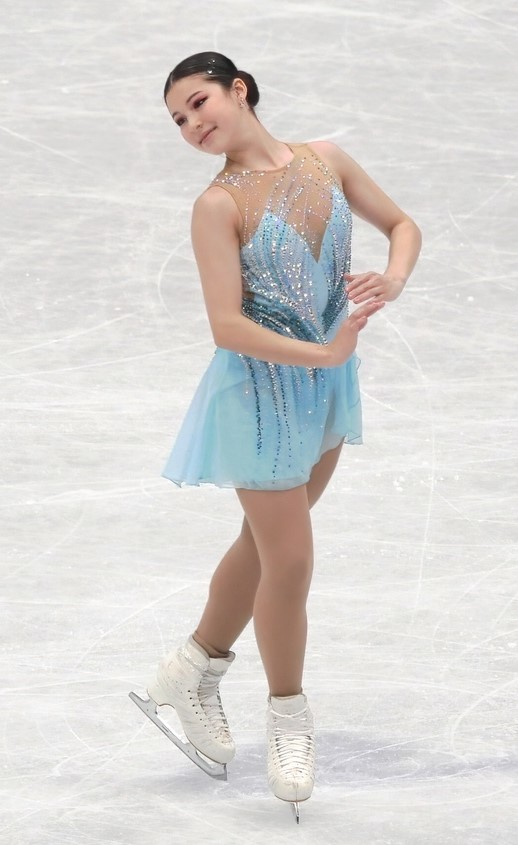
2022년 세계 선수권 대회 프리 스케이트 당시의 류

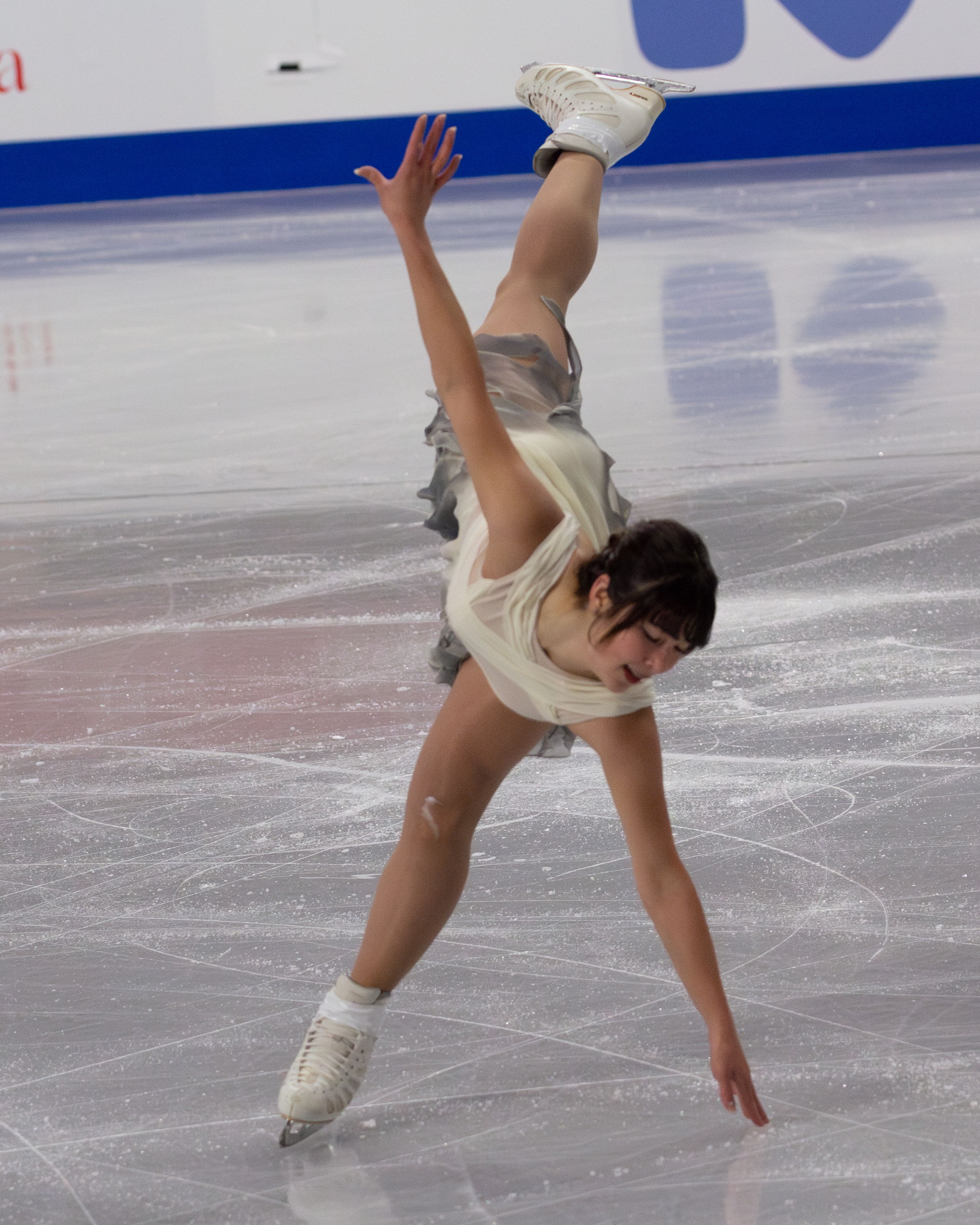
2024년 스케이트 캐나다 쇼트 프로그램 당시의 류